# Tráfico de pessoas nas Filipinas
O tráfico de seres humanos e a prostituição de crianças têm sido um problema significativo nas Filipinas, muitas vezes controlado por sindicatos do crime organizado. O tráfico de pessoas é um crime contra a humanidade.
Na tentativa de superar o problema, os filipinos ultrapassaram R.A. A Lei 9.208, Lei Antitráfico de Pessoas de 2003, criminaliza o tráfico de pessoas, o tráfico sexual, a escravidão sexual e a prostituição infantil. Em 2006, a aplicação da lei foi alegadamente inconsistente. Mas a partir de 2017, o Escritório de Investigação e Combate ao Tráfico de Pessoas do Departamento de Estado dos Estados Unidos colocou o país no "Tier 1" (em total conformidade com os padrões mínimos da Lei de Proteção ao Tráfico de Pessoas - Departamento de Comércio dos Estados Unidos).

## Vítimas

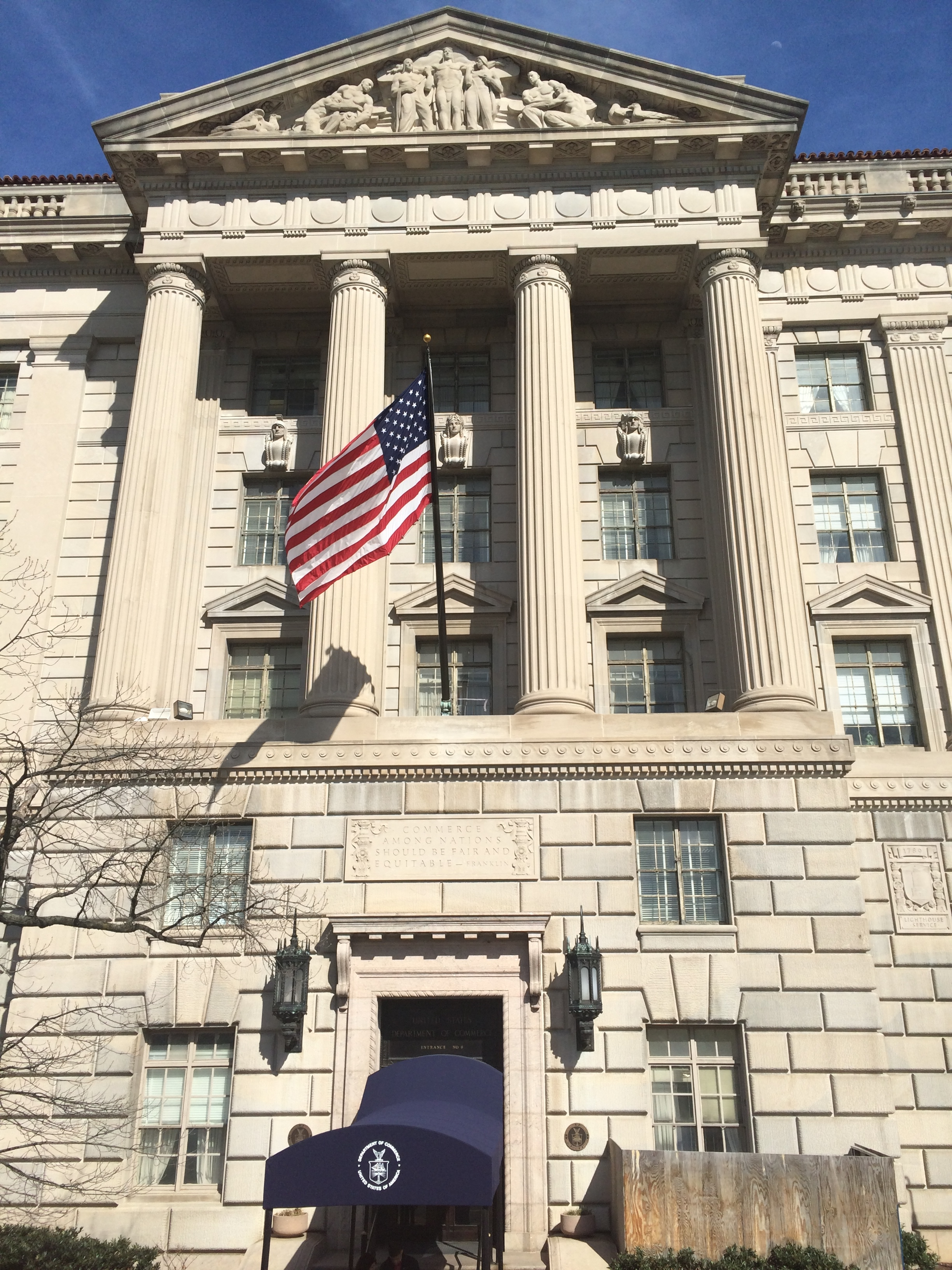
Departamento de Comércio dos Estados Unidos - Washington DC - EUA

De acordo com o Departamento de Estado dos EUA, as Filipinas são uma importante fonte de tráfico sexual e de trabalho. Com uma das maiores populações migrantes do mundo, os trabalhadores migrantes filipinos do sexo masculino são tipicamente explorados nos setores de pesca, transporte, construção, manufatura e agricultura, enquanto as mulheres são exploradas em funções domésticas e de hospitalidade.
Crianças de ambos os sexos estão sujeitas ao tráfico sexual e de trabalho, muitas das quais foram vendidos por familiares. Há uma ênfase em unidades familiares unidas nas Filipinas, o que pode significar que é improvável que as crianças falem quando são abusadas ou exploradas por alguém de sua família.
Homens, mulheres e crianças são explorados em comunidades rurais, zonas de conflito e desastres e áreas urbanas empobrecidas. As populações de maior risco são Indígenas, deslocados internos, mulheres e crianças.
As Filipinas são uma das maiores fontes de exploração sexual online de crianças, e estima-se que das 50,000 crianças filipinas empregadas como trabalhadoras domésticas nas Filipinas quase 5,000 têm menos de 15 anos. No total, as estimativas dizem que entre 60,000 e 100,000 crianças filipinas são afetadas pelo tráfico de trabalho ou tráfico sexual.

## Tráfico Infantil
O código trabalhista nas Filipinas permite que os pais decidam se seus filhos podem trabalhar antes de completar 15 anos; isso significa que, às vezes, as crianças estão trabalhando a partir dos 6 anos. Essa falta de proteção contribui para o trabalho forçado e servidão para crianças que não têm ninguém para defendê-los.
O recrutamento de crianças-soldados também continua sendo um grande problema nas Filipinas, em particular na ilha de Mindanao, no sul, onde grupos separatistas radicais operam. Grupos armados não estatais, como o Grupo Maute, a Frente de Libertação Nacional de Moro e os Combatentes da Liberdade Islâmica de Bangsamoro recrutam crianças-soldados, enquanto o Estado Islâmico supostamente submete mulheres e meninas à escravidão sexual.
Uma investigação especial da BBC expõe os sindicatos do crime organizado que controlam o tráfico de escravatura sexual infantil nas Filipinas. A investigação informou que poderia haver até 100 mil crianças filipinas envolvidas no comércio sexual local. Esta gangue criminosa tem um sistema semelhante ao da Máfia Siciliana, Yakuza e Tríades. Frequentemente, eles começam como recrutadores de campo estagiários, passam a administrar bordéis individuais e depois supervisionam uma rede inteira – uma associação do submundo. As ONGs locais referem-se aos sindicatos do crime organizado como a máfia sexual. Das Filipinas, as mulheres são entregues em bordéis semelhantes a prisões na América do Norte, Europa, Ásia e Médio Oriente.

## Regiões dos Problemas e a História
Um relatório publicado em 2004 pelo Vaticano afirmava: As Filipinas têm um grave problema de tráfico de mulheres e crianças recrutadas ilegalmente para a indústria do turismo para exploração sexual. Os destinos dentro do país são Metro Manila, Angeles City, Olongapo City, cidades em Bulacan, Batangas, Cebu City, Davao e Cagayan de Oro City e outros resorts turísticos sexuais como Puerto Galera, Pagsanjan, San Fernando Pampanga e muitos resorts de praia em todo o país. A promessa dos recrutadores oferece às mulheres e às crianças empregos atraentes no país ou no estrangeiro e, em vez disso, elas são coagidas, forçadas e controladas a entrar na indústria do sexo para turistas.

### Puerto Galera
Existem numerosos casos de abuso sexual infantil relatados em Puerto Galera. A área é a favorita dos molestadores de crianças estrangeiros que procuram crianças.

### Pagsanjan
A CNN afirmou em 2010 que "Há uma década, Pagsanjan, localizada a cerca de 60 milhas ao sul de Manila, tornou-se conhecida como um local popular para homens que procuram prostitutas homossexuais." Pagsanjan começou a atrair um número crescente de molestadores de crianças. “Nos anos 80, Pagsanjan foi declarada pelas publicações gays internacionais como um paraíso para eles, um paraíso gay, um refúgio para homossexuais”, disse a Dra. Sonia Zaide, uma ativista que está particularmente preocupada com a expansão do comércio sexual da cidade para incluem menores, principalmente meninos. A revista Time relatou em 1993 que Pagsanjan era um destino favorito para turistas sexuais em busca de crianças. O governo filipino iniciou uma repressão à indústria do sexo infantil em Pagsanjan e 23 pessoas de diversas nacionalidades foram presas. Os molestadores de crianças estrangeiros aproveitam-se da pobreza, sendo as crianças frequentemente utilizadas como moeda sexual pelos seus próprios pais.

### Vissaias
Vissaias continua a ser uma fonte de mulheres e crianças enviadas para bordéis e fábricas exploradoras na região metropolitana de Manila. Funcionários do Departamento de Bem-Estar Social e Desenvolvimento disseram que o número de casos de tráfico de pessoas estava aumentando. Leticia Corillo, diretora regional do DSWD, afirmou que as vítimas eram principalmente crianças e mulheres. Setenta por cento têm entre 13 e 17 anos. Um relatório do DSWD disse que as cidades Waray de Paranas e Jiabong e a cidade de Calbayog na província de Samar e Mapanas e Las Navas no norte de Samar são consideradas "pontos críticos" de tráfico de pessoas.

### Olongapo
O tráfico de mulheres e crianças em Olongapo era desenfreado durante a época da Base Naval de Subic, localizada nas proximidades. Em 1988, o Serviço de Investigação Naval dos EUA confirmou a existência de prostituição infantil na cidade de Olongapo. Após o encerramento da base, uma nova clientela de molestadores de crianças de países como a Austrália e a Europa mudou-se para lá. O procurador especial de Olongapo, Dorentino Z. Floresta, afirma: "Os políticos não querem que as pessoas saibam que estas coisas estão a acontecer em Olongapo", disse Floresta.

### Cidade de Davao
O dia 5 de outubro se tornou a campanha do Dia Sem Prostituição na cidade de Davao. Em 2005, a Agência de Informação das Filipinas relatou casos documentados de crianças de apenas 10 anos de idade forçadas à prostituição em Davao. As províncias de Davao, juntamente com a região de Caraga, tornaram-se as favoritas dos traficantes de crianças que se passam por turistas.

### Lucena
Os portos de Lucena foram identificados pelos defensores do combate ao tráfico de seres humanos como pontos de trânsito utilizados por sindicatos envolvidos no recrutamento de mulheres inocentes de áreas remotas destinadas a antros de prostituição noutras partes do país.

### Cidade de Angeles
Em 1991, uma erupção vulcânica do Monte Pinatubo forçou uma evacuação e destruiu grande parte da Base Aérea de Clark, uma importante instalação militar dos Estados Unidos localizada a 40 milhas (60 km) a noroeste de Manila, que fechou pouco depois. A maior parte do comércio sexual em torno da base fechou ao mesmo tempo devido à perda de clientes GI. O prefeito Alfredo Lim começou a reprimir a indústria do sexo remanescente em Manila, fazendo com que muitas dessas empresas se mudassem para a cidade de Angeles, que faz fronteira com a base fechada, e estava se tornando um destino turístico popular, especialmente entre ex-soldados. No final da década de 1990, a UNICEF estimou que havia 60.000 crianças prostitutas nas Filipinas, descrevendo os bordéis da cidade de Angeles como "notórios" por oferecerem sexo com crianças. Em 1997, a BBC informou que a UNICEF estimou que muitos dos 200 bordéis da notória cidade de Angeles oferecem crianças para sexo.
O comércio atual é dominado por operadores de bares australianos  e sustentada por turistas que procuram sexo barato. Nos bares que atendem principalmente homens estrangeiros, as meninas são vendidas por uma "multa de bar". As condições as vezes são brutais Crianças e adolescentes são atraídos para a indústria vindos de áreas pobres por promessas de dinheiro e cuidados, e são mantidos lá por ameaças, servidão por dívida e pelo medo da pobreza. Angeles City é um dos maiores destinos turísticos sexuais do mundo, com pouco mais de 15 mil mulheres trabalhando em seus diversos estabelecimentos sexuais (bordéis, bares e videokés).
Em 2005, a UNICEF relatou evidências de uma crescente produção de pornografia infantil na cidade de Angeles. Crianças de até dez anos foram resgatadas de bordéis em Angeles.

### Baía de Subic
Em 1988, uma operação secreta da Investigação Naval com sede na Baía de Subic recebeu ofertas de crianças para sexo a partir dos quatro anos. Muitos dos envolvidos na prostituição de crianças foram levados à justiça nos tribunais. A maioria das 16 mil mulheres que se estima terem trabalhado nos bares em torno da maior base naval ultramarina foram forçadas a entrar na indústria do sexo. Uma criança de 16 anos conta a sua experiência em Baía de Subic: “Ela ficou trancada num quarto durante um mês, passou fome e foi alimentada à força com drogas e álcool para garantir que era viciada e poderia ser controlada mais facilmente. inconsciente por se recusar a fazer sexo com clientes." A gravidez, o aborto, a propagação de doenças e o abuso de drogas foram apenas algumas das indignidades impostas às Filipinas. Apesar da retirada dos EUA da Baía de Subic em 1992, continua a agravar-se, atendendo a uma nova geração de turistas sexuais civis. A antiga base naval e as atuais visitas de militares americanos têm sido objeto de protestos de grupos de bem-estar e ativistas em Subic. Brandindo cartazes e entoando slogans, membros do WAIL e GABRIELA pediram justiça para todas as vítimas de abusos dos direitos humanos.

## Tráfico Para Destinos Estrangeiros
O Departamento de Estado dos EUA, em julho de 2001, estimou que cerca de 40.000 mulheres filipinas foram traficadas para a indústria do sexo e do entretenimento no Japão usando vistos de entretenimento. Um relatório de 2007 da CBC News estima que o número de Filipinas traficadas para o Japão para prostituição chegue a 150.000. Os proprietários de clubes no Japão obrigam os artistas filipinos a namorar seus clientes durante o dia e, em alguns casos, forçam-os à prostituição. Alguns deles foram vendidos supostamente para a Yakuza por US$ 2.400 a US$ 18.000. Um traficante ganha entre 3.000 e 5.000 dólares por cada mulher ou menina vendida no comércio sexual internacional.

## Turismo Sexual
Um artigo do jornal Davao Today relata que, segundo especialistas, o crescimento do turismo nas Filipinas em lugares como Cebu e Boracay, deu origem à exploração sexual de mulheres e crianças. Em um artigo de 2004, a People's Recovery, Empowerment Development Assistance Foundation (PREDA) relatou em 2004 que a ECPAT, que descreve como "uma rede global que faz campanha contra a prostituição infantil", estima que 300.000 turistas sexuais só do Japão visitam as Filipinas todos os anos. No mesmo artigo, relata a PREDA, “muitos outros são britânicos”. A ONG local Preda afirma que a maioria dos “clientes” (palavra usada pelas crianças para descrever os seus agressores) são turistas locais e cerca de dez por cento são turistas estrangeiros. Os clientes estrangeiros, de acordo com os números de detenções compilados pela ECPAT Manila, são classificados em frequência da seguinte forma: americanos, japoneses, australianos, britânicos, alemães, suíços e outras nacionalidades.

## Molestadores Estrageiros de Crianças
As Filipinas continuaram a ajudar as autoridades policiais dos EUA na transferência para a custódia dos EUA de americanos que exploraram sexualmente crianças. Os molestadores de crianças estrangeiros são um grande problema num país como as Filipinas. Alguns molestadores de crianças estrangeiros estão muito bem relacionados e ocupam cargos na indústria e na política. Estudos de perfil destes molestadores de crianças mostram que eles vêm principalmente da Europa e geralmente são ricos, casados e têm seus próprios filhos. Alguns molestadores de crianças estrangeiros organizam subornos e práticas corruptas para tirar as crianças do país e abusar delas em outro país. O problema de molestadores de crianças continua a ser reportado na imprensa. Foi reportado em 1999 que molestadores estrangeiros de crianças operavam abertademente nas Filipinas.
Em 2008, o Bureau of Immigration (BI) alertou sobre um novo modus operandi de molestadores de crianças estrangeiros nas Filipinas, dizendo: "Os molestadores de crianças geralmente encontram as mães, às vezes até as avós, de possíveis vítimas online e fazem delas suas namoradas. O as mulheres geralmente permitem que os estrangeiros economicamente mais favorecidos entrem em suas vidas e em suas casas, sem saber que os homens mais tarde atacariam seus filhos pequenos.
Foi relatado em 2007 que em Angeles, Pampanga (caracterizada como um centro de tráfico e comércio sexual), os molestadores de crianças usavam cada vez mais a Internet para atrair outros molestadores de crianças para as Filipinas. Foi relatado que a transmissão de vídeo ao vivo na Web mostrava crianças sendo abusadas sexualmente. Foi relatado que outros molestadores de crianças navegavam em perfis pessoais ou se escondiam em salas de bate-papo para encontrar suas vítimas.

## Crime Organizado de Tráfico de Crianças
Uma investigação especial da BBC expõe os sindicatos do crime organizado que controlam o tráfico de escravatura sexual infantil nas Filipinas. A investigação informou que poderia haver até 100 mil crianças filipinas envolvidas no comércio sexual local. Esta gangue criminosa tem um sistema semelhante ao da Máfia Siciliana, Yakuza e Tríades. Frequentemente, eles começam como recrutadores de campo estagiários, passam a administrar bordéis individuais e depois supervisionam uma rede inteira – uma associação do submundo. As ONG locais referem-se aos sindicatos do crime organizado como a máfia sexual. Das Filipinas, as raparigas são entregues em bordéis semelhantes a prisões na América do Norte, Europa, Ásia e Médio Oriente.

## Tráfico de Noivas por Correnpondência
A Lei da República 6.955 declara como ilegal "a prática de combinar mulheres filipinas para casamento com cidadãos estrangeiros por correspondência". Também é ilegal sob o R.A. 9208, a Lei Antitráfico de Pessoas de 2003, uma lei penal contra o tráfico de seres humanos, o turismo sexual, a escravatura sexual e a prostituição infantil. O governo das Filipinas proibiu pela primeira vez as agências de noivas em 1990, depois de ter ficado alarmado com relatos de abusos generalizados de mulheres filipinas em outros países.
Houve 5.000 noivas filipinas por correspondência entrando nos Estados Unidos todos os anos desde 1986, um total de 55.000 em 1997. Matibag, professor assistente do Departamento de Sociologia da Universidade Estadual de Iowa, disse que procurar noivas em potencial em sites é tão fácil quanto comprar uma camisa. Cada mulher recebe um número de catálogo. Maria Regina Angela Galias, chefe da Divisão de Integração e Educação de Migrantes da Comissão de Filipinos no Exterior (CFO), afirmou que a Coreia do Sul e o Japão se tornaram os principais destinos das noivas filipinas por correspondência. Mais de 70% das mulheres filipinas vivem na pobreza, o que as torna particularmente vulneráveis à indústria da venda por correspondência.

## Servidão por Dívida
A servidão por dívida é um crime segundo a R.A. 9208, a Lei Anti-Tráfico de Pessoas de 2003 De acordo com a Human Rights Watch, a prática da "servidão por dívida" entre os traficantes sexuais é rotineira, e as mulheres muitas vezes descobrem que as suas chamadas dívidas só aumentam e nunca podem ser totalmente pagas. reembolsado. Às vezes, os recrutadores compram crianças e as vendem para a prostituição. Na maioria das vezes, as crianças foram roubadas das suas aldeias ou vendidas pelas suas famílias pobres.

## Servidão Online
Divulgado pelo Escritório do Alto Comissariado de Direitos Humanos da ONU, essa prática é usada para gerar mão de obra, fraudes com criptomoedas, apostas ilegais, e princípalmente, golpes financeiros. As vítimas sofrem tratamentos cruéis e abusos, além de alarmarem sobre sua proteção. Coisas como essas não são apenas nas Filipinas, mas também no Sudeste Asiático.
Eles recrutam pela internet, principalmente quando se trata de exploração online de crianças. Um em cada três usuários de internet nas Filipinas em 2020 era criança. Esse aumento do uso da Internet por menores aumenta sua vulnerabilidade ao aliciamento e à exploração online.

## Golpes On-line
Em maio de 2023, as autoridades filipinas resgataram mais de 1.000 vítimas de tráfico de seres humanos. As vítimas foram atraídas por anúncios de emprego nas redes sociais que prometiam empregos bem remunerados, onde seriam então encurralados por guardas armados que os impediam de sair. As vítimas trabalhavam 18 horas por dia realizando golpes com criptomoedas. As vítimas encontravam pessoas no Facebook e em aplicativos de namoro para depois fingirem que estavam apaixonadas e pegar seu dinheiro.

## Recrutamento
O método de recrutamento não são afáveis com a vítima; a maior delas é promessas falsas de colocação profissional, aterrar sobre sua segurança, tanto em crianças como em mulheres. Os recrutadores aproveitam dos economicamente mais pobres, ocasionalmente proferindo sobre sua situação, e ocoesão sobre suas dívias e promessas, como a de trabalho e proferir bens. Parte dos migrantes deixam as Filipinas espontaneamente por eles mesmo meramente para serem servidos como mão de obra e explorados no país escolhido. Os exploradores, para não deixarem as vítimas retirarem-se, apagam os documentos daqueles explorados, assim, sendo esse seu convívio no país. Essas vítimas na grande maioria dos casos vão trabalhar em boates, como strippers, ou em bares, como recepcionista;muitas das vezes também são forçadas a trabalhar como prostitutas.

## Proteção
O governo filipino mostrou algumas melhorias na prisão, acusação e condenação de traficantes. As Filipinas proíbem criminalmente o tráfico para exploração sexual e laboral através da sua Lei Antitráfico de Pessoas de 2003. As penas prescritas para o tráfico para exploração sexual comercial são proporcionais às aplicáveis à violação, e as sanções globais prescritas para os crimes de tráfico são suficientemente rigorosas. Houve apenas uma condenação ao abrigo da lei do tráfico do país durante o período do relatório. Um tribunal na cidade de Zamboanga condenou um membro de um sindicato de traficantes à prisão perpétua em Março de 2007 por ter recrutado seis vítimas e vendido-as a um bordel em Sandakan, na Malásia. O caso é a quinta condenação ao abrigo da lei anti-tráfico das Filipinas de 2003 que resultou numa pena de prisão.
Em 2006, as agências responsáveis pela aplicação da lei apresentaram 60 novos casos de tráfico ao Departamento de Justiça. Além disso, a lei das Filipinas permite que procuradores privados processem casos sob a direcção e controlo de um procurador público. O governo utilizou esta disposição de forma eficaz, permitindo e apoiando uma ONG a apresentar 23 casos. No total, o governo está actualmente envolvido em 107 processos judiciais por crimes de tráfico, estando mais a ser investigados. O governo tem 17 procuradores dedicados ao combate ao tráfico no Departamento de Justiça (DOJ) e 72 procuradores adicionais nos escritórios regionais do DOJ. O Secretário de Justiça emitiu uma Circular do DOJ instruindo que todos os casos de tráfico deveriam receber atenção preferencial para iniciar processos nos tribunais.
A Guarda Costeira das Filipinas, subordinada ao Departamento de Transportes e Comunicações, fez buscas em vários ferries para identificar vítimas de tráfico e recrutadores. Embora não houvesse provas de cumplicidade do governo no tráfico a nível institucional, indivíduos e grupos de funcionários aduaneiros, guardas de fronteira, polícia local e agentes de imigração teriam recebido subornos de traficantes ou de outra forma ajudado nas suas operações. A corrupção no governo e a ineficácia geral do sistema judicial impediram a capacidade do governo de processar eficazmente os casos de tráfico. Em 2005, a polícia e o DOJ acusaram um agente da polícia por alegadamente traficar menores para exploração sexual no seu clube nocturno em Manila. As audiências de julgamento continuaram em 2006, e espera-se uma decisão em 2007. Em Dezembro de 2006, um alto executivo da Comissão Nacional de Relações Laborais foi suspenso por três meses por alegadamente ter aceitado suborno de um recrutador de mão-de-obra, solicitando uma licença para operar um serviço de recrutamento.
O governo filipino demonstrou esforços acrescidos para proteger as vítimas do tráfico em 2006, embora tenha continuado a depender fortemente de ONG e organizações internacionais para prestar serviços às vítimas. O governo incentivou activamente as vítimas a ajudar na investigação e repressão do tráfico e crimes relacionados. As vítimas podem abrir processos civis contra os traficantes. O governo não penaliza as vítimas por quaisquer crimes cometidos como resultado directo do seu tráfico. As regras de implementação da lei antitráfico de 2003 definem os procedimentos de identificação e encaminhamento. O governo ajudou as vítimas fornecendo status de residência temporária, isenção de deportação, abrigo e acesso a serviços jurídicos, médicos e psicológicos. O Departamento de Bem-Estar Social e Desenvolvimento administrou 42 abrigos temporários para vítimas em todo o país. Treze destes abrigos foram apoiados por uma organização de caridade sem fins lucrativos.
O governo estadunidense destacou oito assistentes sociais para missões diplomáticas nas Filipinas para prestar aconselhamento psicossocial a trabalhadores estrangeiros estrangeiros em dificuldades. Um adido de assistência social estacionado na Malásia coordenou com o governo malaio no resgate e repatriamento de vítimas filipinas de tráfico. O Departamento de Relações Exteriores prestou assistência às vítimas traficadas no exterior e supervisionou a repatriação voluntária das vítimas. A Autoridade Portuária das Filipinas forneceu a construção e as comodidades para casas de recuperação em Manila, Davao, Batangas e Sorsogon, que eram administradas por uma ONG; a Autoridade Portuária, a polícia e a Guarda Costeira encaminharam as vítimas para as casas de recuperação. Em Março de 2007, o Departamento do Trabalho e Emprego abriu o primeiro centro de reintegração onde os trabalhadores filipinos estrangeiros que regressam podem procurar serviços como formação de competências, aconselhamento psicossocial e assistência ao desenvolvimento empresarial.

### Prevenção
O governo filipino demonstrou esforços contínuos para aumentar a conscientização e prevenir o tráfico de pessoas. Em 2007, o Conselho Interagências Contra o Tráfico do governo criou o seu primeiro grupo de trabalho anti-tráfico no aeroporto internacional de Manila para partilhar informações sobre os traficantes e ajudar as vítimas. Em 2006, a Agência Filipina de Emprego Estrangeiro (POEA) emitiu novos requisitos de emprego para trabalhadores domésticos filipinos no exterior, para os proteger do abuso e do tráfico generalizados por parte dos empregadores. Os novos requisitos aumentaram o salário mínimo mensal de US$ 200 para US$ 400 e aumentaram a idade mínima de 18 para 23 anos. Além disso, os futuros trabalhadores domésticos devem obter um certificado de competência da Autoridade de Educação Técnica e Desenvolvimento de Competências e da Administração de Bem-Estar dos Trabalhadores Estrangeiros para atestam as suas competências e os empregadores são obrigados a submeter contratos de trabalho para verificação.

## Ações feitas por gorvernos extrangeiros
Numerosos países estrangeiros introduziram legislação (por exemplo, a Lei de Alteração de Crimes (Turismo Sexual Infantil) de 1994 (Cth)) que lhes permite processar os seus nacionais por crimes contra crianças no estrangeiro, apenas alguns molestadores de crianças que cometeram crimes nas Filipinas são acusados e condenados nos seus próprios países pelos crimes.
O governo australiano criou a "Equipe de Tráfico de Exploração Sexual Transnacional da Polícia Federal Australiana", que investiga molestadores de crianças em lugares como as Filipinas. Alguns países de origem do turismo sexual, incluindo a Austrália, a Alemanha, os Países Baixos, a Suécia e os Estados Unidos, aprovaram legislação que criminaliza o turismo sexual. Nos Estados Unidos, a Lei de Controlo do Crime Violento e Aplicação da Lei de 1994 torna as viagens com a intenção de praticar qualquer acto sexual com um menor puníveis com até dez anos de prisão.
Em 15 de setembro de 2003, o Departamento do Trabalho dos EUA/ Assciação de Assuntos Trabalhistas Internacionais (ILAB)/Programa Internacional de Trabalho Infantil assinou um acordo de colaboração com o governo das Filipinas e contribuiu com US$ 5 milhões para um Programa Timebound. O Programa Timebound cobre a exploração sexual e o tráfico de crianças para exploração sexual comercial. O programa foi voltado para trabalhar em várias partes das Filipinas.
O governo dos Estados Unidos concedeu uma doação de 179 mil dólares para ajudar uma organização não governamental filipina a expandir as suas operações de recuperação para ajudar vítimas de tráfico de seres humanos, de acordo com um comunicado da Embaixada dos EUA em Manila.
A Embaixada Britânica em Manila organizou um curso de duas semanas ministrado por detetives da Scotland Yard sobre técnicas para investigar casos de abuso infantil. Posteriormente, o Gabinete Nacional de Investigação das Filipinas criou uma divisão anti-abuso infantil – o primeiro esquadrão dedicado a combater o abuso infantil no país.
Os Estados Unidos tomaram medidas ao abrigo da Lei PROTECT de 2003 com uma série de acusações.
A embaixada dos Estados Unidos nas Filipinas envolve-se na prevenção, repressão e proteção de pessoas traficadas nas Filipinas. A Agência dos EUA para o Desenvolvimento Internacional (USAID) apoia o trabalho de organizações locais em todas as Filipinas através da formação de trabalhadores da linha da frente, da prestação de assistência jurídica às vítimas e da criação de diálogo em torno do tema para aumentar a sensibilização.

## Organizações Combatentes
O governo das Filipinas beneficía Organizações não Governamentais (ONGs) para restabelecer lugares necessitados onde subsídio é preciso para melhor custo de vida, tais como estão dando oportunidades dos sobreviventes do tráfico nas Filipinas por meio de atividades de treinamento de substência e habilidades no geral.
A Microsoft concedeu mais de US$ 1 milhão por meio de suas doações de Potencial Ilimitado a organizações não governamentais (ONGs) em seis países asiáticos, incluindo as Filipinas. A última ronda de subvenções proporcionará cursos de formação em TI especificamente para pessoas em pontos críticos de tráfico de seres humanos em toda a região.
O governo filipino continua a depender fortemente de organizações não governamentais (ONGs) e organizações internacionais para fornecer serviços às vítimas. O Departamento de Bem-Estar Social e Desenvolvimento operou 42 abrigos temporários para vítimas em todo o país. Treze destes abrigos foram apoiados por uma organização de caridade sem fins lucrativos. A lei das Filipinas permite que procuradores privados processem casos sob a direcção e controlo de um procurador público. O governo utilizou esta disposição de forma eficaz, permitindo e apoiando uma ONG a apresentar 23 casos em 2007.
A campanha filipina contra o tráfico de crianças (PACT) é uma campanha anti-tráfico de crianças lançada pela ECPAT Filipinas para aumentar a conscientização sobre o fenômeno do tráfico de crianças no país. A campanha também visa encorajar mecanismos locais para a prevenção e protecção das crianças contra o tráfico de crianças, bem como outros programas que estejam unificados com a intensificação dos direitos humanos das crianças, tais como a recuperação holística e a reintegração das crianças vítimas do tráfico.

## Casos Corruptos
A polícia das Filipinas é conhecida por proteger bordéis e até procurar crianças para prostituição. As ONGs queixaram-se de que as instituições políticas e jurídicas locais protegem os molestadores de crianças, por vezes até incluindo as autoridades policiais. A Embaixada dos Estados Unidos nas Filipinas afirma que algumas autoridades toleram um clima de impunidade para aqueles que exploraram mulheres e crianças traficadas.
Alguns políticos locais, presidentes de câmara e os seus comparsas de negócios continuam a permitir o funcionamento de clubes e bares onde as crianças são utilizadas como mercadorias sexuais juntamente com mulheres jovens. Muitas mulheres contarão como foram recrutadas com apenas 13 e 14 anos. Elas emitem alvarás e licenças para todos os estabelecimentos e assediam e ameaçam aqueles que tentam resgatar as crianças, reúnem provas e apresentam acusações contra elas. A Embaixada dos Estados Unidos nas Filipinas afirma que algumas autoridades toleram um clima de impunidade para aqueles que exploram mulheres e crianças traficadas.

### Antitráfico
- Departamento de Estado dos EUA
- Departamento de Comércio dos Estados Unidos